# Connor James
Connor James (né le 25 août 1982 à Calgary dans l'Alberta au Canada) est un joueur professionnel de hockey sur glace.

## Carrière
Il commence sa carrière dans la ligue amateur de l'Alberta en 1998, l’Alberta Mens Hockey League avant de rejoindre l'université de Denver et son équipe, les Pioneers de Denver, qui évoluent dans la division Western Collegiate Hockey Association du championnat universitaire de la NCAA.
Au cours de l'été 2002, il participe au repêchage d'entrée dans la Ligue nationale de hockey. Il est sélectionné par les Kings de Los Angeles lors de la neuvième ronde, 279e joueur choisi au total. Il continue pendant deux saisons encore ses études universitaires et lors de sa dernière saison, il remporte le titre de l'année de la NCAA.
Il va faire ses débuts dans la Ligue américaine de hockey en 2004-2005. Il joue cette saison pour les Monarchs de Manchester mais joue également dans l'ECHL pour les Condors de Bakersfield, toutes deux des équipes affiliées à la franchise des Kings.
En 2005-2006, il joue deux matchs avec les Kings mais passe le reste de la saison dans la LAH. Le 9 août 2006, il signe en tant qu'agent libre avec les Penguins de Pittsburgh. Il ne rejoint cependant pas l'attaque de l'équipe de la LNH et est affecté aux Penguins de Wilkes-Barre/Scranton de la LAH. Le 15 décembre 2007, il est appelé pour jouer avec Pittsburgh alors qu'il est le second meilleur pointeur de l'équipe depuis le début de la saison.
En 2008, il quitte vers l'Allemagne et s'aligne avec les Augsburger Panther.

## Statistiques
| Saison     | Équipe                 | Ligue      |    | Saison régulière | Saison régulière | Saison régulière | Saison régulière | Saison régulière |   | Séries éliminatoires | Séries éliminatoires | Séries éliminatoires | Séries éliminatoires | Séries éliminatoires |
| Saison     | Équipe                 | Ligue      | PJ | B                | A                | Pts              | Pun              | PJ               | B | A                    | Pts                  | Pun                  |                      |                      |
| 1998-1999  | Buffaloes de Calgary   | AMHL       | 36 | 33               | 53               | 86               | 20               |                  |   |                      |                      |                      |                      |                      |
| 1999-2000  | Royals de Calgary      | LHJA       | 64 | 36               | 57               | 93               | 41               |                  |   |                      |                      |                      |                      |                      |
| 2000-2001  | Pioneers de Denver     | NCAA       | 38 | 8                | 19               | 27               | 14               |                  |   |                      |                      |                      |                      |                      |
| 2001-2002  | Pioneers de Denver     | NCAA       | 41 | 16               | 26               | 42               | 18               |                  |   |                      |                      |                      |                      |                      |
| 2002-2003  | Pioneers de Denver     | NCAA       | 41 | 20               | 23               | 43               | 12               |                  |   |                      |                      |                      |                      |                      |
| 2003-2004  | Pioneers de Denver     | NCAA       | 40 | 13               | 25               | 38               | 16               |                  |   |                      |                      |                      |                      |                      |
| 2004-2005  | Condors de Bakersfield | ECHL       | 51 | 21               | 25               | 46               | 34               | 5                | 3 | 1                    | 4                    | 0                    |                      |                      |
| 2004-2005  | Monarchs de Manchester | LAH        | 14 | 2                | 1                | 3                | 10               | 3                | 0 | 0                    | 0                    | 0                    |                      |                      |
| 2005-2006  | Monarchs de Manchester | LAH        | 77 | 17               | 25               | 42               | 43               | 7                | 0 | 0                    | 0                    | 2                    |                      |                      |
| 2005-2006  | Kings de Los Angeles   | LNH        | 2  | 0                | 0                | 0                | 0                |                  |   |                      |                      |                      |                      |                      |
| 2006-2007  | Penguins de WBS        | LAH        | 70 | 12               | 20               | 32               | 29               | 11               | 4 | 4                    | 8                    | 8                    |                      |                      |
| 2007-2008  | Penguins de WBS        | LAH        | 64 | 9                | 28               | 37               | 30               | 22               | 8 | 5                    | 13                   | 6                    |                      |                      |
| 2007-2008  | Penguins de Pittsburgh | LNH        | 13 | 1                | 0                | 1                | 2                |                  |   |                      |                      |                      |                      |                      |
| 2008-2009  | Penguins de WBS        | LAH        | 76 | 19               | 30               | 49               | 24               | 9                | 0 | 2                    | 2                    | 2                    |                      |                      |
| 2008-2009  | Penguins de Pittsburgh | LNH        | 1  | 0                | 0                | 0                | 0                |                  |   |                      |                      |                      |                      |                      |
| 2009-2010  | Augsburger Panther     | DEL        | 55 | 15               | 38               | 53               | 28               | 14               | 4 | 8                    | 12                   | 6                    |                      |                      |
| 2010-2011  | DEG Metro Stars        | DEL        | 52 | 10               | 32               | 42               | 20               | 9                | 2 | 1                    | 3                    | 2                    |                      |                      |
| 2011-2012  | DEG Metro Stars        | DEL        | 52 | 15               | 30               | 45               | 20               | 7                | 0 | 7                    | 7                    | 4                    |                      |                      |
| 2012-2013  | Nürnberg Ice Tigers    | DEL        | 52 | 17               | 23               | 40               | 24               | 3                | 1 | 1                    | 2                    | 0                    |                      |                      |
| 2013-2014  | Nürnberg Ice Tigers    | DEL        | 52 | 13               | 27               | 40               | 20               | 6                | 1 | 3                    | 4                    | 0                    |                      |                      |
| 2014-2015  | Nürnberg Ice Tigers    | DEL        | 51 | 6                | 17               | 23               | 20               | 8                | 0 | 4                    | 4                    | 4                    |                      |                      |
| 2015-2016  | Straubing Tigers       | DEL        | 50 | 12               | 19               | 31               | 20               | 7                | 0 | 1                    | 1                    | 0                    |                      |                      |
| Totaux LNH | Totaux LNH             | Totaux LNH | 16 | 1                | 0                | 1                | 2                |                  |   |                      |                      |                      |                      |                      |